# Shone
"Shone" là đĩa đơn quảng bá đầu tiên trích từ album phòng thu thứ hai của Flo Rida, R.O.O.T.S.. Ca khúc có sự góp giọng của Pleasure P và được sản xuất bởi Jim Jonsin, Dre & Vidal.

## Video âm nhạc
Video âm nhạc cho ca khúc được đăng tải trên MySpace Video vào 23 tháng 2 năm 2009.

## Xếp hạng
"Shone" đạt được vị trí thứ 57 tại bảng xếp hạng Hot 100, và vị trí thứ 81 tại bảng xếp hạng Hot R&B/Hip-Hop Songs. Ngoài ra ca khúc còn đạt vị trí thứ 38 tại Canadian Hot 100.
| Bảng xếp hạng (2009)               | Vị trí cao nhất |
| ---------------------------------- | --------------- |
| Canadian Hot 100                   | 38              |
| US Billboard Hot 100               | 57              |
| US Billboard Hot R&B/Hip-Hop Songs | 81              |